# Doonagore Castle
Doonagore Castle (irisch Caisleán Dhún na gCorr) ist ein rundes Tower House mit einer kleinen Einfriedung aus dem 16. Jahrhundert, etwa 1 km oberhalb des Küstenortes Doolin im irischen County Clare. Der Name könnte vom irischen Dún na gCorr (dt.: „Rundhügel-Fort“) oder Dún na nGabhar („Ziegen-Fort“) abgeleitet sein. Heute ist Doonagore Castle ein privates Ferienhaus und nicht öffentlich zugänglich.

## Standort
Doonagore Castle liegt auf einem Hügel über dem Doolin Point und dient zusammen mit dem nahegelegenen, höheren Sendemast als Navigationspunkt für Schiffe, die sich dem Doolin Pier nähern. Das Gebiet gehört zum Townland Donnagore, Teil der Gemeinde Killilagh. Oft wird auch angegeben, dass es in einem Gebiet namens Burren liegt.

## Geschichte
Im Laufe des 14. Jahrhunderts ließ Tadhg (Teigue) MacTurlough MacCon O’Connor eine Burg auf oder in der Nähe des Geländes eines noch früheren Ráths erbauen.
Das heutige Gebäude stammt wahrscheinlich aus der Mitte des 16. Jahrhunderts. Anders als die meisten Tower Houses in der Gegend wurde dieses nicht aus Kalkstein, sondern aus Sandstein erbaut, der aus dem Steinbruch Trá Leachain (Flaggy Beach) etwa 2 km südwestlich der Burg stammt.
1570 gehörte Doonagore Castle Sir Donald (oder Donnell) O’Brien aus der O’Brien-Dynastie und 1582 wohnte dort Brian MacCahill O’Connor. 1583 fiel der größte Teil der Besitzungen dieser Gegend an die Krone und wurde an Turlough O’Brien aus Ennistymon verlehnt. Doonagore Castle fiel bald danach an die Familie MacClancy (oder Clancy), die erblichen Brithems der O’Briens.
Im September 1588 strandete ein Schiff der spanischen Armada unterhalb der Burg. 170 Überlebende der Havarie wurden vom High Sheriff of Clare, Boetius Clancy, gefangen genommen und auf Doonagore Castle oder auf einem nahegelegenen Hügelgrab names Cnocán an Crochaire aufgehängt.

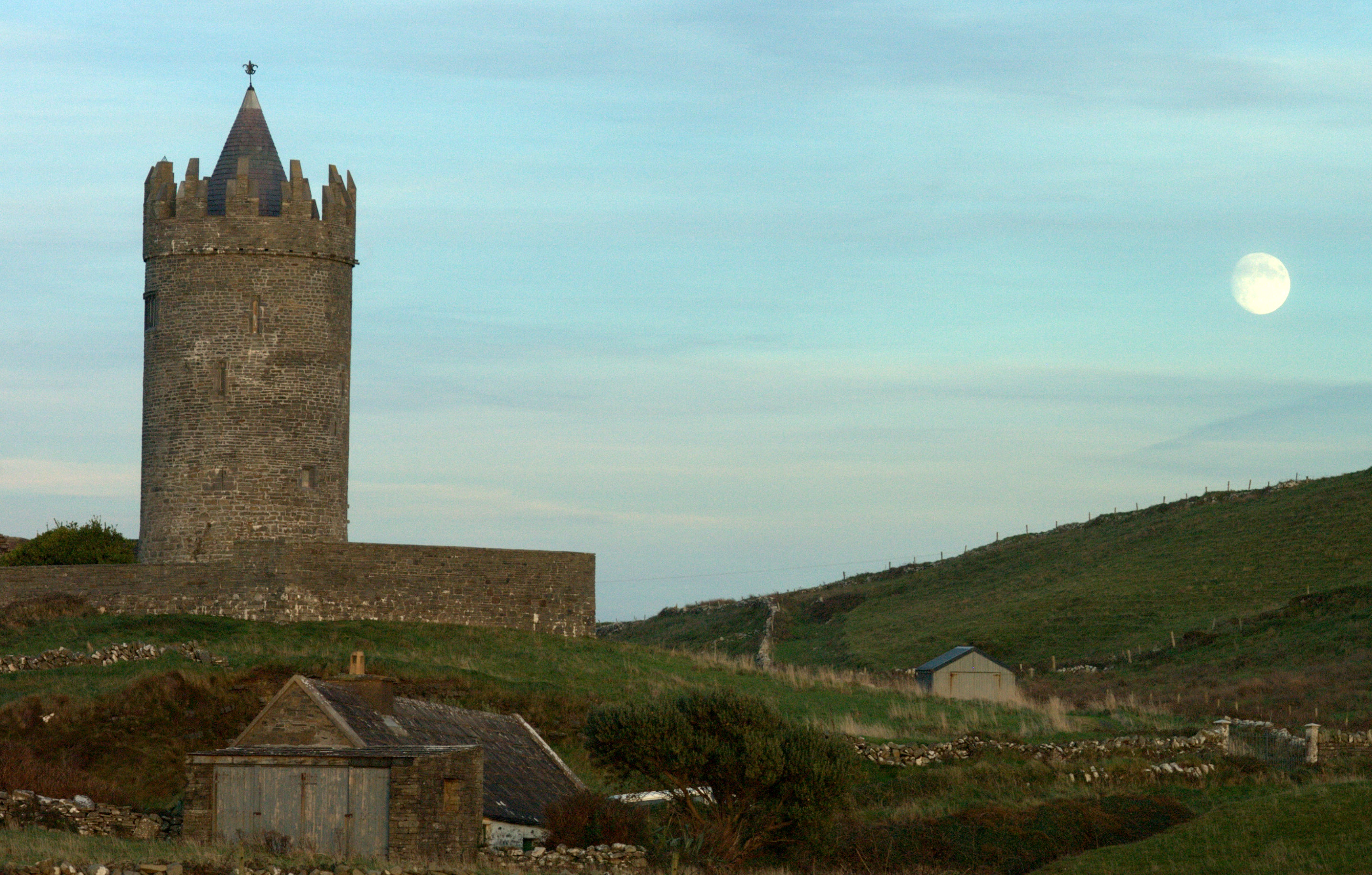
Doonagore Castle von Südwesten

Nach der Rebellion von 1641 wurde Doonagore Castle im Siedlungsgesetz von Cromwell an John Sarsfield verlehnt.
Ende des 17. oder Anfang des 18. Jahrhunderts kam die Burg in den Besitz der Familie Gore, was zur falschen Bezeichnung „Gore’s Castle“ führte. Die Familie ließ das Tower House Anfang des 19. Jahrhunderts instand setzen, aber 1837 war es erneut verfallen.
In den 1970er-Jahren restaurierte der Architekt Percy Leclerc Doonagore Castle für einen privaten Käufer, den Irisch-Amerikaner John C. Gorman, dessen Familie es heute noch gehört.

## Beschreibung
Doonagore Castle ist eines von nur drei zylindrischen Tower Houses im Burren; die anderen beiden sind Newtown Castle und Faunarooska Castle bei Fanore. Es ist größtenteils aus Sandstein erbaut, aber einige Verzierungen sind auch aus Kalkstein geformt. Das Tower House hatte ursprünglich vier Stockwerke und einen Keller. Das Erdgeschoss hatte eine Wabengewölbedecke. Der Eingang war durch ein Maschikuli unter dem Mauerumgang geschützt. Eine Einfriedung umgab das Tower House.